# 長尾歩
長尾 歩（ながお あゆみ、1975年1月11日 - ）は、日本の女優、声優。東京都出身。マウスプロモーション所属。

## 概要
2002年に劇団AUN在籍。賢プロダクションに所属していたが、2012年に退所。2015年からマウスプロモーション所属。
劇団AUNでは様々な舞台やミュージカルに出演。声優業ではアニメ、ゲーム、吹き替え、ナレーション、ボイスオーバーと幅広く活動。
趣味・特技に一人旅、神社巡り、温泉巡り、写真、声楽を挙げている。

## 出演

### テレビアニメ
2002年
- 名探偵コナン
- 機動戦士ガンダムSEED

2008年
- ゴルゴ13（女）

2011年
- THE IDOLM@STER（おばさまB）
- UN-GO（パーティー客）

2012年
- クイーンズブレイド リベリオン

2016年
- ジョーカー・ゲーム（女性）
- ジョジョの奇妙な冒険 ダイヤモンドは砕けない（広瀬康一の母）

2017年
- TRICKSTER -江戸川乱歩「少年探偵団」より-（玉田初恵）
- 王室教師ハイネ（メイド）
- バチカン奇跡調査官（メアリ・ブラウン）

2019年
- PSYCHO-PASS サイコパス 3（外国人女性）

2020年
- アルテ（ボーナ）
- ふしぎ駄菓子屋 銭天堂（客）

2021年
- 闘神機ジーズフレーム（料理長）

2023年
- AIの遺電子（ユウタの母）
- るろうに剣心 -明治剣客浪漫譚- (2023)（町人）

### Webアニメ
- ソードガイ The Animation（2018年、マーカス母）
- マウスどうぶつえん（2019年、ヘラジカのあゆみ）
- 薄明の翼（2020年、オリーヴ[4]、ポプラ）
- テルマエ・ロマエ ノヴァエ（2022年、ルシウスの母）

### ゲーム
2008年
- Fallout 3（アマタ･アルモドバル）
- マリオカートWii (Mii)

2009年
- エンド ウォー

2016年
- フィリスのアトリエ 〜不思議な旅の錬金術士〜（ニコラ）
- ユバの徴（ワイア・ジョカ）

2022年
- タクティクスオウガ リボーン（カサンドラ）

2023年
- ポケモンマスターズEX（オリーヴ）

### 吹き替え

#### 映画
- ゴジラ キング・オブ・モンスターズ（女子アナ1[6]）
- サンゲリア（2022年、スーザン・バレット[7]）※BD版
- スキンウォーカーズ エクリプス（ソフィー）
- スパイラル:ソウ オールリセット（アンジー・ガーサ〈マリソル・ニコルズ〉[8]）
- ソニック・ザ・ムービー[9]
- ハンターキラー 潜航せよ（ジェーン・ノーキスト〈リンダ・カーデリーニ〉[10]）
- ヒーローキッズ
- ビバリーヒルズ・コップ2
- 評決（ローラ・フィッシャー〈シャーロット・ランプリング〉）

#### ドラマ
- アプレンティス3/セレブたちのビジネスバトル（サマー・サンダース）
- アメリカン・クライム・ストーリー/O・J・シンプソン事件
- ウォーキング・デッド（キャロル・ペルティエ〈メリッサ・マクブライド〉）
- オレンジ・イズ・ニュー・ブラック
- カムバック マドンナ〜私は伝説だ（グムジャ）
- 仮面（ソン・ソリ）
- ザ・ホスピタル
- サンズ・オブ・アナーキー（モーリーン・アシュビー〈ポーラ・マルコムソン〉）
- シカゴ・ファイア（コニー・ヘザー〈デュション・モニーク・ブラウン〉）
- 青春の記録（エスク[11]）
- 4400 未知からの生還者
- 太陽の末裔（ジャエ）
- ふたりはお年ごろ
- BULL / ブル 法廷を操る男（ダニー・ジェームズ〈ジェイミー・リー・カーシュナー〉）
- BONES
- レディー・ダイナマイト

#### アニメ
- アダムス・ファミリー2 アメリカ横断旅行!（海水浴の女1[12]）
- DOTA：ドラゴンの血 2 (オーロス)
- ラマだった王様 学校へ行こう!

### ナレーション
- 北海製罐

### ボイスオーバー
- SUV革命
- オス航空機墜落の謎
- THE FIRM
- 食を見直そう 100マイルチャレンジ
- 人体に潜む生物
- 人類火星に立つ
- 世界の庭園
- 700匹のネコ
- パール王室の悲劇
- パラリンピックを目指して〜脅威の身体能力〜
- ピットブル・レスキュー（ニコル・ワイルド）
- ビデオゲームの歴史
- マーサ・スチュワート

### 舞台
- 劇団AUN
  - 有馬のじごろう
  - アントニーとクレオパトラ
  - ヴェニスの商人
  - 尺には尺を
  - じゃじゃ馬ならし
  - トロイアの女
  - 夏の夜の夢
  - 冬物語
  - マクベス
- 劇団ジャイロ・スコープ
  - 虹カエル（主役）
- 劇団ジャングルベル・シアター
  - 天満月のネコ
  - ヒュウガノココロ
  - リヒテンゲールからの招待状」
- Innocent Sphere
  - ミライキ
- シアターKASSAIオープン記念公演
  - 傷心館の幽霊
- 演劇集団ふれる〜じゅ
  - TryAngle-トライアングル